# No Place For Disgrace
No Place for Disgrace es el segundo álbum de estudio de la banda norteamericana de thrash metal Flotsam and Jetsam y fue lanzado en 1988.
La portada del disco es obra de Boris Vallejo.

## Canciones
1. "No Place for Disgrace" (Michael Gilbert, Jason Newsted, Kelly Smith, Eric AK Knutson & Ed Carlson) – 6:13
2. "Dreams of Death" (Gilbert, Knutson, Carlson & Smith) – 5:39
3. "N.E. Terror" (Carlson, Newsted, Eric Braverman, Knutson, Smith & Gilbert) – 5:57
4. "Escape from Within" (Gilbert, Smith, Carlson, Knutson, Eric Braverman & Michael Spencer) – 6:47
5. "Saturday Night's Alright for Fighting" (Elton John / Bernie Taupin) – 3:52
6. "Hard on You" (Gilbert, Knutson, Smith, Carlson & Spencer) – 4:50
7. "I Live You Die" (Gilbert, Newsted, Smith, Carlson & Knutson) – 5:49
8. "Misguided Fortune" (Smith, Troy Gregory, Gilbert, Carlson & Knutson) – 5:41
9. "P.A.A.B." (Gilbert, Braverman, Carlson, Knutson & Kelly Smith) – 5:32
10. "The Jones" (Gilbert, Carlson, Smith & Knutson) – 4:07

## Créditos
- Kelly David-Smith : Batería
- Edward Carlson : Guitarra
- Eric A.K. : Voz
- Troy Gregory : Bajo
- Michael Gilbert : Guitarra
- Bill Metoyer y Flotsam And Jetsam : Producción
- Bill Metoyer : Mezcla

- Datos: Q3342451